# Unione Polisportiva Comunale Graphistudio Tavagnacco 2005-2006
Questa voce raccoglie le informazioni riguardanti l'Unione Polisportiva Comunale Graphistudio Tavagnacco nelle competizioni ufficiali della stagione 2005-2006.

## Stagione
Dell'estate 2005 il Tavagnacco, alla sua quinta stagione consecutiva in Serie A, decide di affidare la direzione della squadra ad un nuovo tecnico, Roberto Modonutti, che arriva dalle giovanili del Donatello (Udine), e durante il calciomercato arrivano rinforzi nel settore di centrocampo e, a causa della decisione di Silvia Tagliacarne di avvicinarsi a casa, nel reparto offensivo: nel reparto centrale arrivano dalla Polisportiva San Marco di Trieste una promettente Sara Gama, che in seguito sarebbe stata impiegata come difensore, e Giulia Inglese, mentre in attacco, oltre alla giovanissima Alice Broili ancora dalla Pol. San Marco, Fortuna Illiano dalla Fiamma Monza e la mezzapunta della nazionale ceca Blanka Pěničková, in prestito dallo Slavia Praga.
Ufficialmente la stagione inizia il 3 settembre 2005, con il primo incontro del girone 3 del primo turno di Coppa Italia, dove il Tavagnacco supera per 3-2 le avversarie del VeneziaJesolo, iniziando un percorso che la vede superare il turno con cinque vittorie e un pareggio, sempre con le jesolane, la vittoria per 3-1 ai quarti di finale con le siciliane dell'Upea Orlandia 97 e l'accesso alle semifinali dove viene eliminato dalle toscane dell'Agliana.
In campionato la squadra fatica ad emergere dalle zone di bassa classifica, concludendo al nono posto a 24 punti, frutto di 6 vittorie, 6 pareggi e 10 sconfitte, e conquistando la matematica salvezza solo alla ventiduesima e ultima giornata, ottenuta superando per 2-0 le avversarie della Reggiana.

## Divise e sponsor
Anche per la stagione 2005-2006 lo sponsor principale continua ad essere Graphistudio.

## Organigramma societario
Dati estratti dal sito Football.it
Area amministrativa
- Presidente: Vincenzo Picheo
- Direttore sportivo: Glauco Di Benedetto

Area tecnica
- Allenatore: Roberto Modonutti

## Rosa
Rosa e ruoli tratti dal sito Football.it.
| N. |                   | Ruolo | Calciatrice         |
| -- | ----------------- | ----- | ------------------- |
|    | Italia (bandiera) | P     | Cristina Magnani    |
|    | Italia (bandiera) | P     | Cristina Marcutti   |
|    | Italia (bandiera) | P     | Alessandra Mareschi |
|    | Italia (bandiera) | D     | Pamela Domini       |
|    | Italia (bandiera) | D     | Stefania Donà       |
|    | Italia (bandiera) | D     | Sara Gama           |
|    | Italia (bandiera) | D     | Michela Martinelli  |
|    | Italia (bandiera) | D     | Laura Minisini      |
|    | Italia (bandiera) | D     | Sara Piva           |
|    | Italia (bandiera) | D     | Giorgia Simonato    |
|    | Italia (bandiera) | C     | Alice Broili        |
|    | Italia (bandiera) | C     | Debora Bucovaz      |

| N. |                      | Ruolo | Calciatrice      |
| -- | -------------------- | ----- | ---------------- |
|    | Italia (bandiera)    | C     | Sara Di Filippo  |
|    | Italia (bandiera)    | C     | Federica Femia   |
|    | Italia (bandiera)    | C     | Giulia Inglese   |
|    | Italia (bandiera)    | C     | Tea Podrecca     |
|    | Italia (bandiera)    | C     | Diasnia Simeoni  |
|    | Italia (bandiera)    | C     | Elena Stabile    |
|    | Italia (bandiera)    | C     | Laura Tommasella |
|    | Italia (bandiera)    | A     | Nicoletta Bedin  |
|    | Italia (bandiera)    | A     | Paola Bologna    |
|    | Italia (bandiera)    | A     | Fortuna Illiano  |
|    | Italia (bandiera)    | A     | Ilaria Mauro     |
|    | Rep. Ceca (bandiera) | A     | Blanka Pěničková |

## Calciomercato

### Sessione estiva
| Acquisti | Acquisti         | Acquisti               | Acquisti   |
| R.       | Nome             | da                     | Modalità   |
| -------- | ---------------- | ---------------------- | ---------- |
| C        | Sara Gama        | Polisportiva San Marco | definitivo |
| C        | Giulia Inglese   | Polisportiva San Marco | definitivo |
| A        | Alice Broili     | Polisportiva San Marco | definitivo |
| A        | Fortuna Illiano  | Fiamma Monza           | definitivo |
| A        | Blanka Pěničková | Slavia Praga           | prestito   |

| Cessioni | Cessioni            | Cessioni        | Cessioni   |
| R.       | Nome                | a               | Modalità   |
| -------- | ------------------- | --------------- | ---------- |
| P        | Eleonora Buratti    | Graph. Campagna | definitivo |
| D        | Martina Vattolo     | Graph. Campagna | prestito   |
| C        | Tiziana Delli Zotti | Graph. Campagna | definitivo |
| C        | Selena Chiapolino   | Graph. Campagna | prestito   |
| A        | Antonella Paoletti  | Graph. Campagna | prestito   |
| A        | Silvia Tagliacarne  | Tradate Abbiate | definitivo |
| A        | Maria Ana José      | Graph. Campagna | definitivo |

## Risultati

### Serie A

#### Girone di andata
| Sassari 9 ottobre 2005 1ª giornata | Torres Terra Sarda | 0 – 0 referto | Graphistudio Tavagnacco | Stadio Vanni Sanna\| Arbitro: \| Nurchis (Alghero) \| |
| Arbitro:                           | Nurchis (Alghero)  |               |                         |                                                       |

| Arbitro: | Bellotti (Verona) |

|             |           |                            |
| Bologna 87’ | Marcatori | 59’ (rig.), 92’ Colasuonno |

| Arbitro: | Leonardo Bellotti (Verona) |

|                             |           |  |
| Greco 46’, 49’ Paliotti 61’ | Marcatori |  |

| Arbitro: | Ros (Pordenone) |

|             |           |                           |
| Bologna 76’ | Marcatori | 9’ Tardelli 56’ Ciardelli |

| Almese 12 novembre 2005 5ª giornata | Torino           | 0 – 0 referto | Graphistudio Tavagnacco | Stadio comunale (ca. 200 spett.)\| Arbitro: \| Gualtieri (Asti) \| |
| Arbitro:                            | Gualtieri (Asti) |               |                         |                                                                    |

| Arbitro: | Fabrizio Ponzeveroni (Padova) |

|  |           |          |
|  | Marcatori | 76’ Boni |

| Arbitro: | Matteo Nurchi (Alghero) |

|  |           |                                                                                                   |
|  | Marcatori | 10’, 48’ Pěničková 30’ Piva 42’ Simonato 56’ Illiano 60’ Mauro 83’ Femia 85’ Inglese 89’ Minisini |

| Arbitro: | Princic (Trieste) |

|                       |           |                  |
| Mauro 22’ Bucovaz 89’ | Marcatori | 24’, 57’ Marsico |

| Arbitro: | Guglini (Bologna) |

|                                                       |           |  |
| Magrini 22’, 39’ Vicchiarello 25’ Pongetti 46’ (rig.) | Marcatori |  |

| Arbitro: | Bonaria (Portogruaro) |

|                |           |  |
| Di Filippo 31’ | Marcatori |  |

| Reggio nell'Emilia 8 febbraio 2006 11ª giornata | Reggiana                      | 0 – 0 referto | Graphistudio Tavagnacco | Stadio comunale Mirabello\| Arbitro: \| Fabrizio Ponzeveroni (Padova) \| |
| Arbitro:                                        | Fabrizio Ponzeveroni (Padova) |               |                         |                                                                          |

#### Girone di ritorno
| Arbitro: | Dal Din (Conegliano) |

|             |           |             |
| Bologna 12’ | Marcatori | 47’ Guarino |

| Campobasso 11 febbraio 2006 13ª giornata | M. Matese Bojano     | 0 – 0 referto | Graphistudio Tavagnacco | \| Arbitro: \| Di Lorenzo (Termoli) \| |
| Arbitro:                                 | Di Lorenzo (Termoli) |               |                         |                                        |

| Arbitro: | Pavan (Portogruaro) |

|                         |           |                                                |
| Bucovaz 4’ Simonato 89’ | Marcatori | 15’ Gazzoli 30’ Paliotti 68’ Greco 76’ Murelli |

| Arbitro: | Scremin (Genova) |

|             |           |  |
| Fuselli 64’ | Marcatori |  |

| Arbitro: | Ros (Pordenone) |

|  |           |                       |
|  | Marcatori | 22’ Pasqui 76’ Panico |

| Arbitro: | Pellegrini (Arco-Riva) |

|                                   |           |  |
| Tuttino 65’, 85’ Brumana 70’, 81’ | Marcatori |  |

| Arbitro: | Enzo Papaiz (Maniago) |

|                                                                     |           |  |
| Gama 3’ Bologna 7’ Pěničková 9’, 85’ Bedin 69’, 81’ Donà 75’ (rig.) | Marcatori |  |

| Arbitro: | Edoardo Quadranti (Como) |

|                |           |                         |
| Sancassani 65’ | Marcatori | 23’ Donà 79’ Di Filippo |

| Arbitro: | Dal Cin (Conegliano) |

|                      |           |  |
| Donà 47’ Bologna 65’ | Marcatori |  |

| Almenno San Salvatore 13 maggio 2006 21ª giornata                                                   | Atalanta  | 3 – 2 referto                | Graphistudio Tavagnacco | Stadio comunale |
| \| \| \| \| \| Ravasio 20’ Mangili 33’ Ramera 90+?’ \| Marcatori \| 70’ Di Filippo 90’ Pěničková \| |           |                              |                         |                 |
| |           |                              |                         |                 |
| Ravasio 20’ Mangili 33’ Ramera 90+?’                                                                | Marcatori | 70’ Di Filippo 90’ Pěničková |                         |                 |

| Tavagnacco 20 maggio 2006 22ª giornata                     | Graphistudio Tavagnacco | 2 – 0 referto | Reggiana | Stadio comunale |
| \| \| \| \| \| Simonato 25’ Bologna 2t’ \| Marcatori \| \| |                         |               |          |                 |
|                                                            |                         |               |          |                 |
| Simonato 25’ Bologna 2t’                                   | Marcatori               |               |          |                 |

### Coppa Italia

#### Primo turno
Girone 3
| Arbitro: | Ross (Pordenone) |

|                                  |           |                           |
| Bucovaz 54’ Inglese 58’ Gama 83’ | Marcatori | 9’ Cavallini 67’ Chinello |

| Arbitro: | Adamo (Cervignano del Friuli) |

|  |           |                                                  |
|  | Marcatori | 11’ Piva 53’, 60’ Di Filippo 57’ Gama 87’ Broili |

| Arbitro: | Merlino (Udine) |

|  |           |          |
|  | Marcatori | 9’ Bedin |

| Arbitro: | Lorenzi (Treviso) |

|                |           |                  |
| Pasqualato 89’ | Marcatori | 55’ (rig.) Mauro |

| Arbitro: | Merlino (Udine) |

|                           |           |                    |
| Bologna 47’ Stabile 90+4’ | Marcatori | 44’ (rig.) Orlando |

| Arbitro: | Adamo (Cervignano del Friuli) |

|                            |           |  |
| Di Filippo 11’ Bologna 38’ | Marcatori |  |

#### Quarti di finale
| Arbitro: | Pellegrini (Arco-Riva) |

|                               |           |              |
| Gama 6’ Bedin 53’ Inglese 71’ | Marcatori | 89’ Manzella |

#### Semifinali
| Arbitro: | Palmisano |

|          |           |                                             |
| Donà 21’ | Marcatori | 36’ Fuselli 66’ (aut.) Minisini 69’ Ugolini |

## Statistiche

### Statistiche di squadra
| Competizione | Punti | In casa | In casa | In casa | In casa | In casa | In casa | In trasferta | In trasferta | In trasferta | In trasferta | In trasferta | In trasferta | Totale | Totale | Totale | Totale | Totale | Totale | DR  |
| Competizione | Punti | G       | V       | N       | P       | Gf      | Gs      | G            | V            | N            | P            | Gf           | Gs           | G      | V      | N      | P      | Gf     | Gs     | DR  |
| ------------ | ----- | ------- | ------- | ------- | ------- | ------- | ------- | ------------ | ------------ | ------------ | ------------ | ------------ | ------------ | ------ | ------ | ------ | ------ | ------ | ------ | --- |
| Serie A      | 24    | 11      | 4       | 2       | 5       | 19      | 14      | 11           | 2            | 4            | 5            | 13           | 16           | 22     | 6      | 6      | 10     | 32     | 30     | +2  |
| Coppa Italia | -     | 4       | 4       | 0       | 0       | 10      | 4       | 4            | 2            | 1            | 1            | 8            | 4            | 8      | 6      | 1      | 1      | 18     | 8      | +10 |
| Totale       | -     | 15      | 8       | 2       | 5       | 29      | 18      | 15           | 4            | 5            | 6            | 21           | 20           | 30     | 12     | 7      | 11     | 50     | 38     | +12 |

### Statistiche delle giocatrici
| Giocatore     | Serie A  | Serie A | Serie A     | Serie A    | Coppa Italia | Coppa Italia | Coppa Italia | Coppa Italia | Totale   | Totale | Totale      | Totale     |
| Giocatore     | Presenze | Reti    | Ammonizioni | Espulsioni | Presenze     | Reti         | Ammonizioni  | Espulsioni   | Presenze | Reti   | Ammonizioni | Espulsioni |
| ------------- | -------- | ------- | ----------- | ---------- | ------------ | ------------ | ------------ | ------------ | -------- | ------ | ----------- | ---------- |
| N. Bedin      | 5        | 2       | ?           | ?          | ?            | 2            | ?            | ?            | 0+       | 4      | ?           | ?          |
| P. Bologna    | 19       | 6       | ?           | ?          | ?            | 2            | ?            | ?            | 19+      | 8      | ?           | ?          |
| A. Broili     | 0        | 0       | 0           | 0          | ?            | 1            | ?            | ?            | 0+       | 1      | 0+          | 0+         |
| D. Bucovaz    | 20       | 2       | ?           | ?          | ?            | 1            | ?            | ?            | 0+       | 3      | ?           | ?          |
| S. Di Filippo | 19       | 3       | ?           | 1          | ?            | 3            | ?            | ?            | 19+      | 6      | ?           | 1+         |
| P. Domini     | 1        | 0       | ?           | ?          | ?            | 0            | ?            | ?            | 0+       | 0      | ?           | ?          |
| S. Donà       | 21       | 3       | ?           | ?          | ?            | 1            | ?            | ?            | 21+      | 4      | ?           | ?          |
| F. Femia      | 11       | 1       | ?           | ?          | ?            | 0            | ?            | ?            | 0+       | 1      | ?           | ?          |
| S. Gama       | 20       | 1       | ?           | 1          | ?            | 3            | ?            | ?            | 20+      | 4      | ?           | 1+         |
| F. Illiano    | 14       | 1       | ?           | 1          | ?            | 0            | ?            | ?            | 0+       | 1      | ?           | 1+         |
| G. Inglese    | 5        | 1       | ?           | ?          | ?            | 2            | ?            | ?            | 0+       | 3      | ?           | ?          |
| C. Magnani    | 2        | -5      | ?           | ?          | ?            | ?            | ?            | ?            | 2+       | -5+    | ?           | ?          |
| C. Marcutti   | 20       | -25     | ?           | ?          | ?            | ?            | ?            | ?            | 20+      | -25+   | ?           | ?          |
| A. Mareschi   | 0        | 0       | 0           | 0          | ?            | ?            | ?            | ?            | 0+       | 0+     | 0+          | 0+         |
| M. Martinelli | 14       | 0       | ?           | 1          | ?            | 0            | ?            | ?            | 0+       | 0      | ?           | 1+         |
| I. Mauro      | 10       | 2       | ?           | 1          | ?            | 1            | ?            | ?            | 10+      | 3      | ?           | 1+         |
| L. Minisini   | 12       | 1       | ?           | ?          | ?            | 0            | ?            | ?            | 0+       | 1      | ?           | ?          |
| B. Pěničková  | 15       | 5       | ?           | ?          | ?            | 0            | ?            | ?            | 0+       | 5      | ?           | ?          |
| S. Piva       | 14       | 1       | ?           | ?          | ?            | 1            | ?            | ?            | 0+       | 2      | ?           | ?          |
| T. Podrecca   | 1        | 0       | ?           | ?          | ?            | 0            | ?            | ?            | 1+       | 0      | ?           | ?          |
| D. Simeoni    | 16       | 0       | ?           | ?          | ?            | 0            | ?            | ?            | 0+       | 0      | ?           | ?          |
| G. Simonato   | 18       | 3       | ?           | ?          | ?            | 0            | ?            | ?            | 0+       | 3      | ?           | ?          |
| E. Stabile    | 19       | 0       | ?           | ?          | ?            | 1            | ?            | ?            | 0+       | 1      | ?           | ?          |
| L. Tommasella | 22       | 0       | ?           | ?          | ?            | 0            | ?            | ?            | 22+      | 0      | ?           | ?          |